# Sneeuwbalhaantje
Het sneeuwbalhaantje (Pyrrhalta viburni) is een keversoort uit de familie bladkevers (Chrysomelidae). De wetenschappelijke naam van de soort werd in 1799 gepubliceerd door Gustaf von Paykull.

## Kenmerken
Het sneeuwbalhaantje wordt vier tot zes millimeter lang en is bruin van kleur. Het lichaam is langwerpig en het breedst in het achterste derde deel. Donkere vlekken bevinden zich in het midden van het pronotum en de randen ervan, evenals op de schouderuitstulping en kruin. De onderzijde van het lichaam is geelbruin, de bovenzijde heeft fijne, lichte, nauwsluitende haren. De kop bereikt bijna de breedte van het aangrenzende pronotum. Het pronotum is slechts licht doorboord, de dekschilden echter dicht.
De larven bereiken een lengte van ongeveer tien millimeter. Ze zijn geelgroen van kleur en hebben talloze wratten.
De eieren zijn ongeveer een millimeter in doorsnee en lichtbruin.

## Soortgelijke soorten
Soorten van het geslacht Galerucella zijn vergelijkbaar met het sneeuwbalhaantje. Bij de vertegenwoordigers van dit geslacht die in Europa voorkomen, zijn de onderkanten van het lichaam donker van kleur.

## Verspreiding
De sneeuwbalhaantje  is inheems in het westelijke Palearctisch gebied. Het verspreidingsgebied strekt zich uit van Noord- tot Zuid-Noorwegen, Midden-Zweden en Noord-Finland. Op de Britse eilanden komt het sneeuwbalhaantje komt alleen plaatselijk voor. De soort is niet voorkomend in het Middellandse Zeegebied. Aangenomen wordt dat het in 1947 naar Noord-Amerika is gebracht via geïmporteerde boomkwekerijproducten.

## Levenswijze
De soort leeft uitsluitend van sneeuwbalsoorten (Viburnum); voornamelijk op de Gelderse roos (Viburnum opulus), waar het vrouwtje vanaf augustus vijf eieren legt in kleine holtes die ze eerder tot jonge viburnumtakjes heeft geknaagd. Deze inkepingen zijn ongeveer een millimeter diep en ongeveer drie millimeter in doorsnee. Na het leggen van de eieren wordt het legsel gesloten met een afscheiding en een mengsel van strooisel en uitwerpselen. In totaal legt het vrouwtje zo'n 250 tot 500 eieren. Ze overwinteren en de larven komen uit van april tot mei. De larven ontwikkelen zich ongeveer vier tot vijf weken en eten onregelmatige gaatjes tussen de bladnerven in de bladeren. De verpopping vindt plaats onder de grond. De kevers zijn te vinden van juni tot september, er wordt slechts één generatie gevormd. Als de kevers gestoord worden, vallen ze direct op de grond of vliegen ze weg.
Af en toe zijn er massale vermeerderingen, waarbij de bladeren van de voedselplanten volledig geskeletteerd zijn. De aangetaste struiken vormen na korte tijd een tweede bladscheut, maar hun ontwikkeling wordt belemmerd.